# 亨里克四世 (薩根公爵)
亨里克四世（波蘭語：Henryk IV Wierny，約1292年—1342年1月22日），薩根公爵，亨里克三世的長子，1309年至1342年在位。

## 家庭
1310年，亨里克四世與布蘭登堡藩侯赫爾曼一世的女兒瑪蒂爾達結婚，兩人共有1子3女：
1. 雅德薇加（約1316年—1348年）
2. 亨里克五世（約1319年—1369年）
3. 莎樂美（約1320年—1359年）
4. 阿格尼絲（約1321年—1362年）